# Euphorbia sultan-hassei
Euphorbia sultan-hassei là một loài thực vật có hoa trong họ Đại kích. Loài này được Å.Strid & al. mô tả khoa học đầu tiên năm 1989.